# Сохацька Олена Миколаївна
Оле́на Микола́ївна Соха́цька (* 14 січня 1952, місто Ногінськ Московської області Росії) — українська економістка. Докторка економічних наук (2003). Професорка. Дійсна член Академії економічних наук України (2002). Завідувачка кафедри міжнародного менеджменту та маркетингу Західноукраїнського національного університету.

## Біографія
Олена Миколаївна Сохацька народилася 14 січня 1952 року в Ногінську Московської області в сім'ї військовослужбовця. 1953 року сім'я переїхала до селища міського типу Сатанів (нині Городоцького району Хмельницької області). 1969 року Олена закінчила Сатанівську середню школу  із золотою медаллю.
З 1969 по 1974 роки навчалася у Хмельницькому технологічному інституті побутового обслуговування, здобула фах інженерки-технологині швейних виробів. Упродовж 16 років працювала на керівних посадах на підприємствах і в системі муніципального управління. У 1990 році перейшла на роботу в Тернопільський інститут народного господарства (згодом Тернопільська академія народного господарства, нині Тернопільський національний економічний університет), де працювала на посадах старшої викладачки, доцентки, професорки кафедри менеджменту, завідувачки кафедр фінансового інжинірингу (2005 рік), завідувачки кафедри міжнародного менеджменту та маркетингу (з 2010 року).
1993 року захистила дисертацію «Становлення та функціонування товарних бірж (на прикладі України та країн СНД): автореферат дисертації на здобуття наукового ступеня кандидата економічних наук: 08.00.01 „Економічна теорія та історія економічної думки“. О. М. Сохацька . — К., 1993. — 24с.» в Київському університеті імені Тараса Шевченка.
У 1999 році здобула другу вищу освіту, закінчила Тернопільську академію народного господарства, здобувши спеціальність «Фінанси і кредит».
2003 року захистила докторську дисертацію «Ф'ючерсні ринки: глобальні тенденції та перспективи становлення в Україні» за науковою спеціальністю 08.00.02 — світове господарство і міжнародні економічні відносини» у Тернопільському національному економічному університеті.
Стажувалася у вищих навчальних закладах Західної Європи — у Франції, Німеччині, Нідерландах, — та у Канаді.
2002 року Сохацька О. М. обрана дійсною членкинею Академії економічних наук України.

## Наукова діяльність
Сфера наукових інтересів Сохацької включає біржові ринки основних активів, похідні фінансові інструменти, зокрема ф'ючерсні, опціонні та свопові контракти та їх гібридні та синтетичні комбінації, сферу міжнародного інвестування, асиметрію глобального розвитку світової економіки, формування нового фінансового порядку, зміну парадигми маркетингу у інформаційній економіці тощо. Олена Сохацька є авторкою понад 150 наукових і навчально-методичних праць, основними з яких є вісім монографій та перший в Україні ґрунтовний підручник «Біржова справа» з грифом Міністерства освіти та науки України, що отримав визнання у наукових колах та серед фахівців (перше видання 2003 року, друге — перероблене та доповнене — 2008 року; третє — 2014року). Крім того, Сохацька О. М. є співавторкою та науковою редакторкою унікальних для України посібників «Фінансовий інжиніринг» (2011 рік) та "Фундаментальний та технічний аналіз» (2014 рік). За період з 2004 по 2016 роки Сохацькою О. М. підготовлено 16 кандидатів економічних наук за спеціальностями 08.00.02 та 08.04.